# Helsingin Sanomat

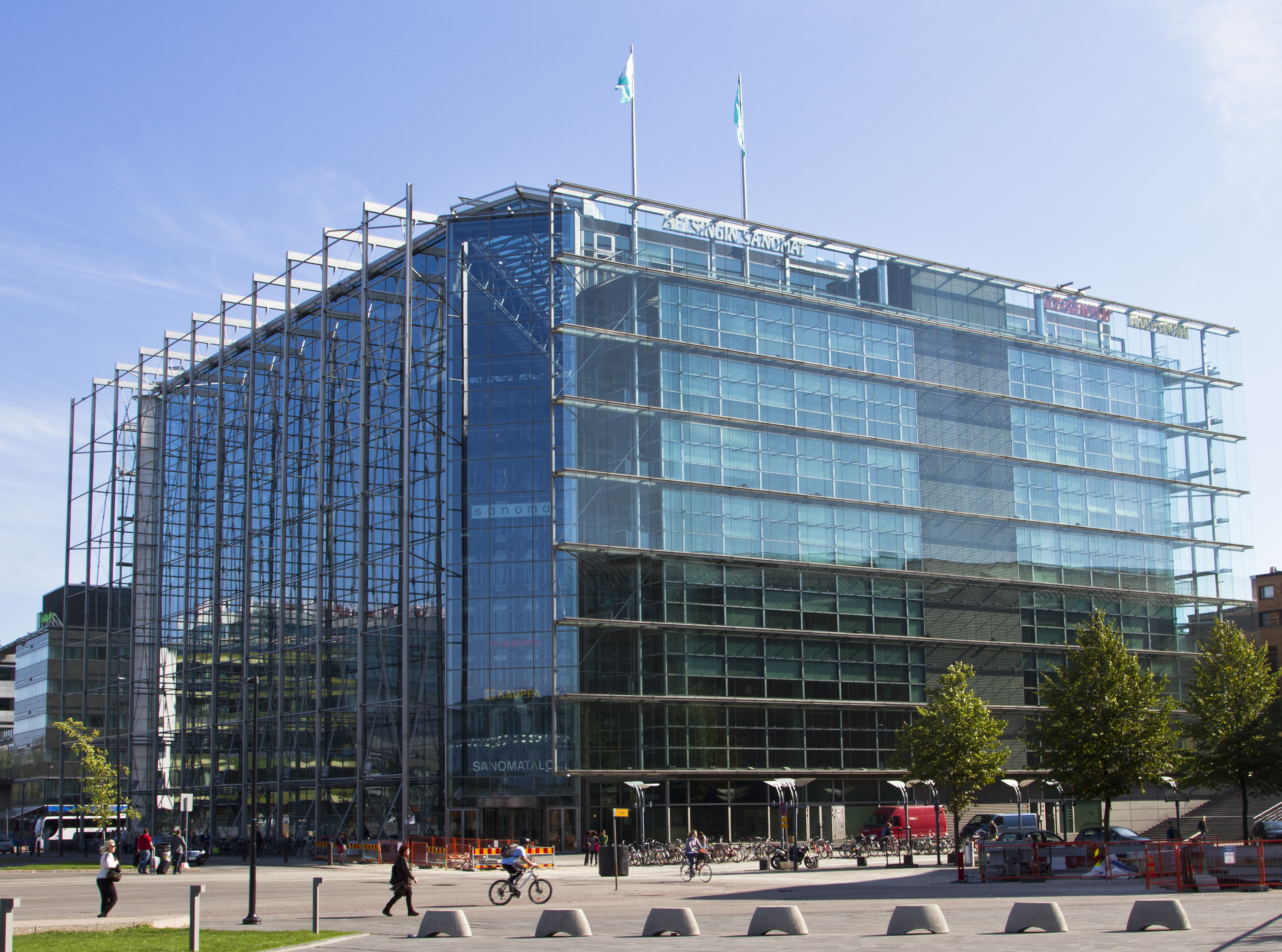
Sitz des Sanomat in Helsinki (2013)

Helsingin Sanomat (finnisch, deutsch etwa „Helsinkier Depeschen“), abgekürzt HS, umgangssprachlich Hesari, ist die auflagenstärkste und einflussreichste Tageszeitung Finnlands.
Ihre Auflage lag 2017 bei 234.258 Exemplaren. Sie wird von mehr als drei Vierteln der Einwohner in der Region Helsinki und von einem Viertel aller Finnen gelesen. Der größte Teil der Leser bezieht Helsingin Sanomat im Abonnement, was sie nach eigenen Angaben zur größten Abo-Tageszeitung in Nordeuropa macht.
Die Zeitung erscheint mit wenigen Ausnahmen (zum Beispiel nicht nach Vappu oder Mittsommer) täglich, freitags liegt ihr die Veranstaltungs- und Fernsehbeilage Nyt („Jetzt“) bei. Am ersten Sonntag im Monat erhalten Abonnenten die einmal im Monat in Magazinform erscheinende Monatsbeilage Kuukausiliite, die besonders wegen der Qualität ihrer Reportagen und der photojournalistischen Arbeit hoch geschätzt wird.
Die Helsingin Sanomat begreifen sich als überparteiliche und unabhängige Zeitung. Sie wurde 1889 von Eero Erkko als Päivälehti („Tagblatt“) gegründet und erscheint seit 1904 unter ihrem heutigen Titel. Von jeher ist sie ein Familienunternehmen der Verlegerdynastie Erkko. Heute gehört sie zu deren Medienkonzern Sanoma („Depesche“), der auch das größte Boulevardblatt des Landes, Ilta-Sanomat („Abend-Depeschen“), verlegt.
Wie viele andere Abonnementszeitungen in Finnland haben die Helsingin Sanomat eine Titelseite, die ausschließlich aus Werbeanzeigen besteht.
Zu den bei den Helsingin Sanomat tätigen Journalisten gehörte langjährig der auch in Deutschland verlegte Schriftsteller Harri Nykänen (1953–2023).